# Pirotecnologia
La pirotecnologia è l'insieme di varie tecnologie basate sull'utilizzo del fuoco, ad esempio: la metallurgia (cioè le tecniche legate all'estrazione e alla lavorazione dei metalli), la ialurgia (cioè la fabbricazione e la lavorazione del vetro), la ceramologia (cioè  le tecniche legate alla fabbricazione delle diverse ceramiche), la pirotecnica (cioè le tecnica di fabbricazione dei fuochi di artificio), ecc. Il termine pirotecnologia è formato dall'unione di due parole greche: πῦρ (-pur- cioè fuoco) e τεχνολογία (termine a sua volta composto da τέχνη -techne-, cioè arte, abilità, e λογία -loghía-, cioè discorso, spiegazione), col significato "trattato sistematico sul fuoco".
Bisogna porre attenzione a non confondere la pirotecnologia con la pirotecnica: la prima, infatti, è una categoria molto ampia e inerente a tecnologie molto diverse tra loro, sia per modalità che per oggetto della lavorazione; la seconda, invece, racchiude solo le tecniche utili per la produzione di fuochi d'artificio.